# Vaccination contre la grippe A (H1N1) de 2009

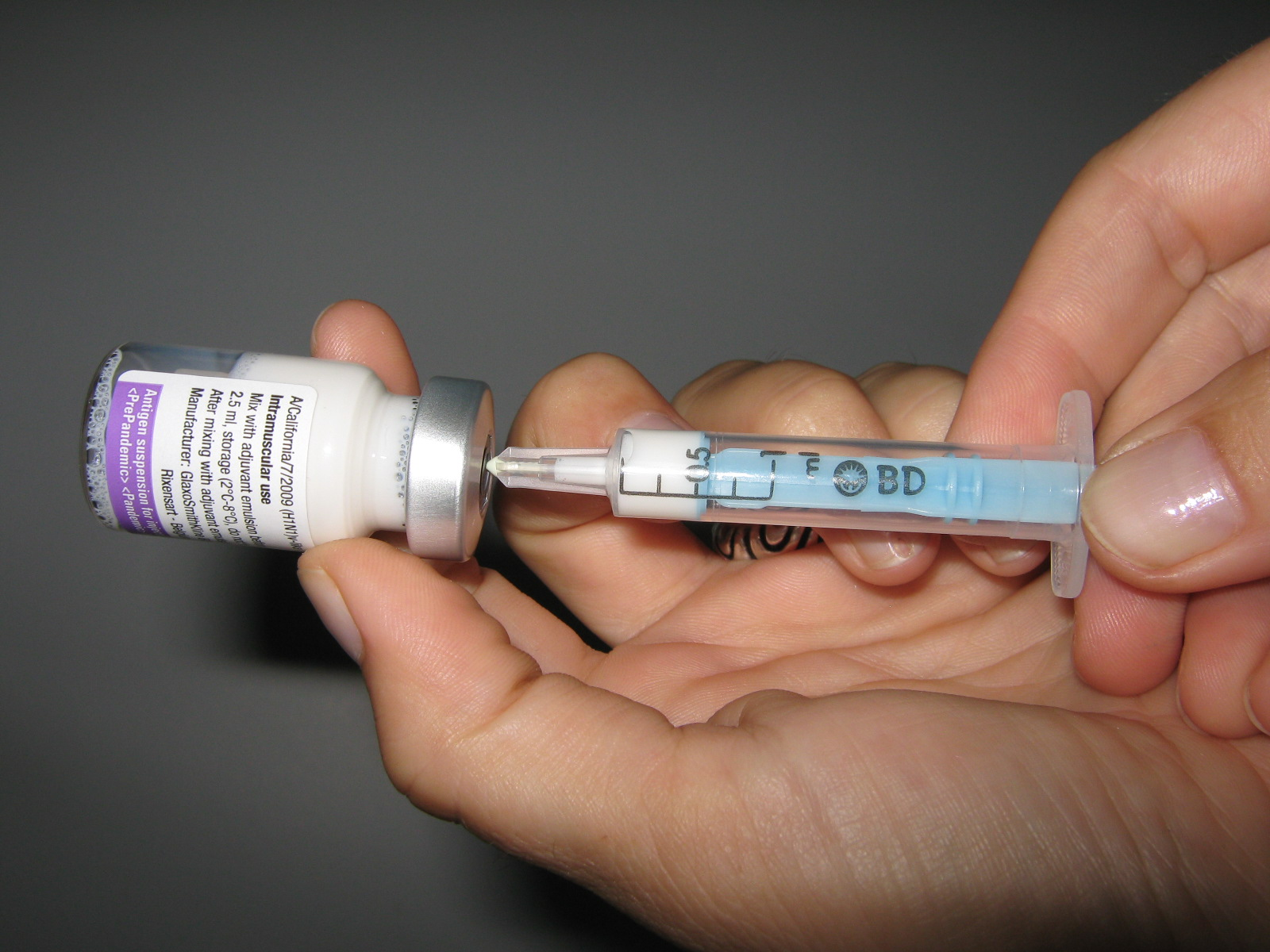
Vaccin utilisé lors des campagnes de vaccination contre la grippe A (H1N1) de 2009-2010.

La vaccination contre la grippe A (H1N1) de 2009 est inédite à l'échelle internationale à la fois par la rapidité avec laquelle les vaccins ont été développés, par les campagnes de vaccination organisées, ainsi que par l'ampleur des polémiques déclenchées. De plus, s'appuyant sur les structures mises en place à la suite de l'épisode de grippe aviaire A (H5N1), cette campagne est exceptionnelle par la coordination internationale qui s'est instaurée autour de cette pandémie, notamment sur les dispositifs de pharmacovigilance instaurés pour le suivi des effets indésirables des vaccins.
Les vaccins contre la grippe A (H1N1) de 2009 ont été développés dans les mois qui ont suivi l'émergence du virus à partir de la souche principale dite « A/California/07/2009/(H1N1) », isolée en avril 2009 au Mexique et en Californie.
Ces vaccins ont été rapidement mis sur le marché à large échelle auprès de nombreux pays dans le cadre de campagnes de vaccination massives destinées à enrayer la propagation de l'épidémie avant la saison hivernale. Ces campagnes ont eu un succès variable suivant les pays. Des polémiques ont surgi, portant à la fois sur les risques médicaux potentiels associés à une opération de cette envergure avec des produits développés rapidement mais aussi sur les aspects sociaux et politiques de ces campagnes (la logistique employée, les coûts induits par l'achat des vaccins et par l'organisation de la vaccination, la communication gouvernementale, etc.).

## Les vaccins
Les vaccins produits contre le virus H1N1 diffèrent sur plusieurs points :
- Antigène : virion inactivé fragmenté, virion inactivé entier ou antigène de surface seulement
- Mode de culture : sur œuf, sur cellules MDCK
- Présence ou non d'adjuvants
- Concentration
- Mode d'administration : par injection ou administration intranasale
- Conditionnement : dose unique ou multi-doses

Par conséquent, les différents vaccins commerciaux n'ont pas reçu les mêmes autorisations de mise sur le marché, de plus, les procédures différent d'un pays à l'autre.

### Composition des vaccins
Une des différences importantes entre les divers vaccins réside dans la présence ou non d'adjuvants permettant d'améliorer la réponse immunitaire et donc de produire plus de vaccins avec moins de substances antigéniques.
Le principal agent adjuvant utilisé dans les vaccins contre les virus influenza est le squalène. Le squalène est un lipide présent naturellement dans le foie de nombreuses espèces animales, dont les humains, et qui, lorsqu'il est émulsionné, augmente la réaction immunitaire par production d'une réaction inflammatoire, stimulant ainsi la production d'anticorps. Dans la production industrielle, il est généralement extrait de l'huile de foie de requin.

### Fabrication des vaccins

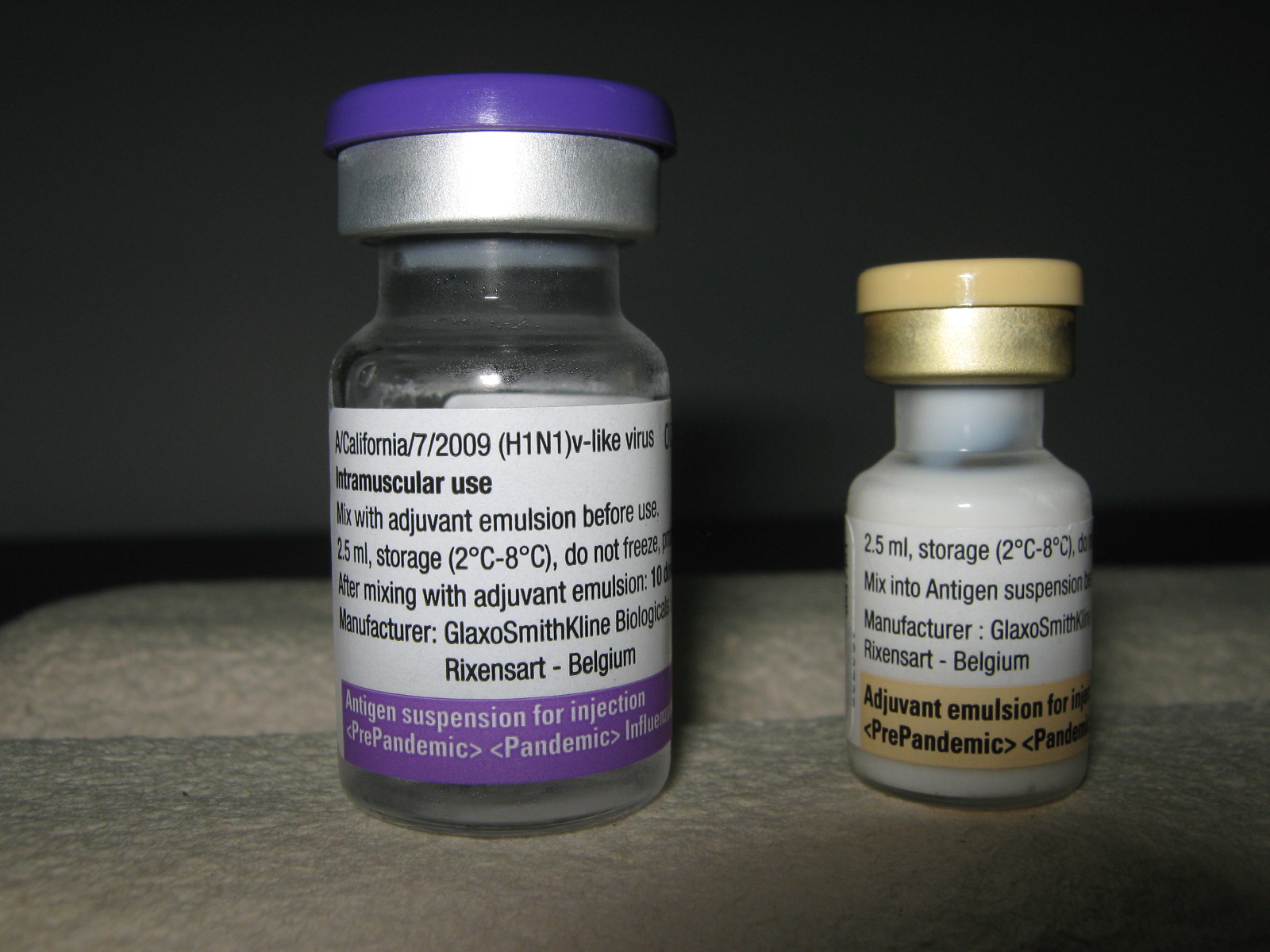
Pandemrix, le vaccin de GlaxoSmithKline Biologicals (GSK)

Sanofi-Pasteur, GlaxoSmithKline (GSK) et Novartis utilisent des œufs embryonnés de poules pour cultiver le virus tandis que Baxter utilise des cellules de rein de singe vert africain pour la culture du virus,.
Deux types de vaccins ont été préparés dans les laboratoires. L'un, créé de toutes pièces, mettra des mois avant de franchir toutes les étapes nécessaires à sa validation. Le second, dit vaccin mock-up ou vaccin-maquette, avait été préparé en réponse à l'épidémie de grippe aviaire H5N1. Tous les vaccins maquette ont été préparés initialement avec une souche H5N1 du virus de la grippe qui sera changée à partir du 20 août 2009 pour la souche H1N1 qui est à l'origine de la pandémie. La Commission européenne a autorisé la commercialisation des vaccins :
- Celvapan, de Baxter AG ;
- Daronrix, de GlaxoSmithKline Biologicals S.A. ;
- Focetria, de Novartis Vaccines and Diagnostics S.r.l. ;
- Pandemrix, de GlaxoSmithKline Biologicals S.A. ;
- Humenza, de Sanofi Pasteur MSD, type fragmenté, 3,75 μg d'antigène, adjuvant AS03[4] ;
- Panenza, de Sanofi Pasteur MSD, fragmenté, 15 μg, sans adjuvant[4].

### Essais cliniques
Les premières évaluations du vaccin ont été publiées le 10 septembre 2009 dans la revue médicale américaine The New England Journal of Medicine. Une première étude portant sur le vaccin non-adjuvanté a conclu à une bonne efficacité contre la souche virale : la protection (mesurée par le titrage des anticorps et le taux de séroconversion) est plutôt élevée, même avec une seule injection et les effets secondaires sont assez limités. La seconde étude présente les résultats portant sur le vaccin avec adjuvant (MF59) mais utilisant une dose deux fois inférieure à la version non-adjuvantée : elle conclut à une efficacité similaire sans augmentation notable des effets secondaires.
Les effets primaires (sur l'augmentation de la réponse immunitaire) et indésirables (notamment des adjuvants au squalène) ont fait l'objet de multiples études cliniques  sur plusieurs dizaines de milliers de personnes pour des vaccins anti-grippaux ou non,. La plupart de ces études concluent à une bonne efficacité des vaccins adjuvantés (voire meilleure par rapport aux vaccins non-adjuvantés) et à l'absence d'effets indésirables notables. Ces résultats semblent confirmés par l'analyse rétrospective du suivi de pharmacovigilance des vaccins adjuvantés, qui ont été utilisés chez plus de 27 millions d'individus sur la dernière décennie.
Selon une étude publiée en octobre 2009, le vaccin contre la grippe saisonnière (qui comprend traditionnellement une souche A H1N1, la souche Brisbane/59 pour la campagne 2009/2010)  pourrait avoir une efficacité préventive partielle contre la souche de grippe A H1N1 pandémique de 2009 (souche A/California/07/2009).

### Les vaccins commerciaux
Les principaux vaccins commercialisés sur le marché occidental sont, :
- Vaccins par injection :
  - Adjuvantés à virion inactivé fragmenté :
    - Novartis (Suisse) produit le Focetria (adjuvant MF59)
    - GlaxoSmithKline (Royaume-Uni) produit le Q-Pan H1N1 (adjuvant AS03)
    - Sanofi Aventis (France) produit le Humenza (adjuvant AF03)[12]

  - Adjuvantés à antigènes de surface :
    - GlaxoSmithKline (Royaume-Uni) produit le Pandemrix (adjuvant AS03)
    - Novartis produit le Celtura (adjuvant MF59)[13]

  - Non-adjuvanté à virion inactivé fragmenté :
    - Sanofi Aventis (France) produit le Panenza[14]

  - Non-Adjuvanté à virion inactivé entier :
    - Baxter International (États-Unis) produit le Celvapan[15]
- Vaccins par spray nasal :
  - AstraZeneca (États-Unis) produit le MedImmune

Autres :
- Hualan Biological Engineering (Chine)
- Sinovac Biotech (Chine)
- CSL (Australie) : Panvax H1N1
- Omnivest (Hongrie)

Le 7 août 2009, le laboratoire Baxter a annoncé disposer d'un vaccin (le Celvapan) et être en discussion avec les autorités sanitaires pour sa distribution C'est un vaccin dit mock-up ou « vaccin-maquette », une version adaptée du vaccin pré-pandémique initialement mis au point contre le Virus de la grippe A (H5N1)). Ce prototype disposait déjà d’une autorisation de mise sur le marché (AMM) accordée par l’Agence européenne des médicaments (EMEA). Ce procédé permet une autorisation accélérée du vaccin pandémique, sans déposer une nouvelle demande d’AMM.

### Autorisations de mises sur le marché
Les différents vaccins ont reçu des agréments variables suivant les autorités de chaque territoire.
En novembre 2009, l'Agence européenne du médicament a autorisé les vaccins Focetria et Pandemrix.
L'Agence française de sécurité sanitaire des produits de santé a autorisé Focetria et Pandemrix ainsi que le vaccin non-adjuvanté de Sanofi, Panenza.
La Food and Drug Administration américaine a autorisé les vaccins MedImmune et un vaccin non-adjuvanté de GlaxoSmithKline.

## Les politiques de vaccination

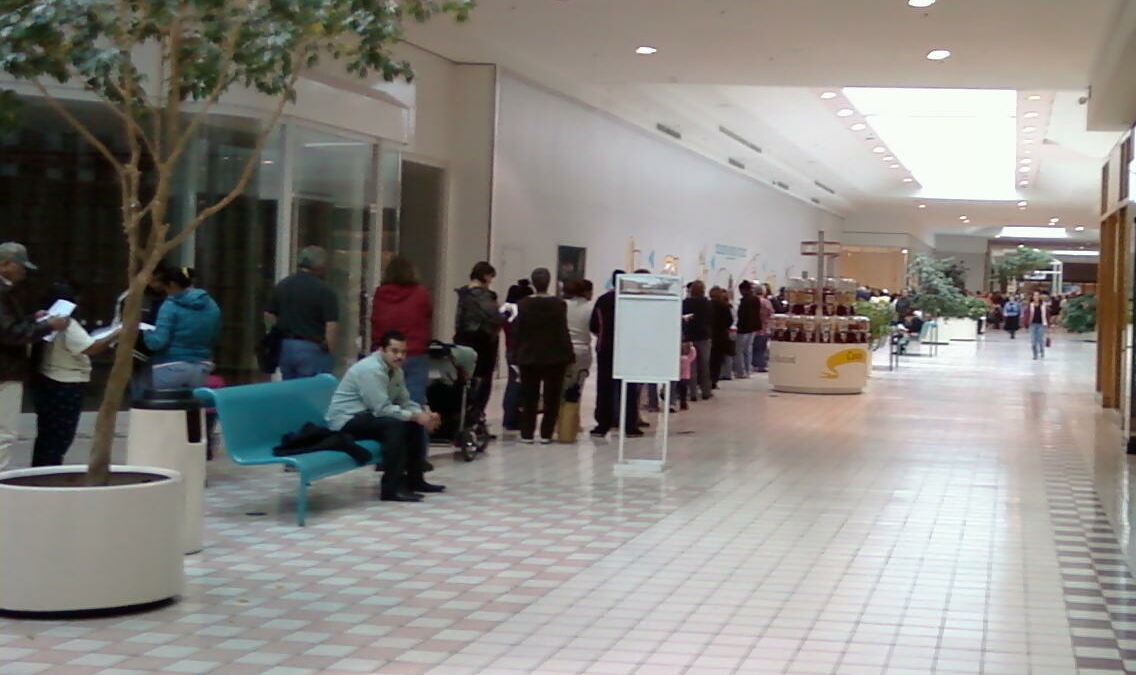
2500 personnes faisant la queue au Texas pour recevoir le vaccin contre H1N1 le 30 octobre 2009.

Les autorités médicales de nombreux pays développés ont mis en place des campagnes de vaccination destinées à enrayer l'épidémie au début de l'hiver. Bien que le seuil d'immunité grégaire pour la grippe A ne soit pas connu, une immunisation de 50 à 60 % de la population semble suffisante et dans la plupart des pays des campagnes de vaccination massives (c'est-à-dire ne couvrant pas seulement les personnes à risque) ont été programmées.
Alors que les premiers vaccins avaient été annoncés comme potentiellement disponibles début juillet par Novartis, il aura fallu l'automne 2009 avant de les recevoir. Par ailleurs, des vaccins spécifiques aux nourrissons seraient envisagés. Les premiers essais cliniques qui viseront à démontrer l'efficacité du vaccin, l'absence d'effets secondaires, déterminer la meilleure dose et de la stratégie optimale ont débuté en août.
Le CDC avait d'abord estimé que deux injections seraient nécessaires à trois semaines d'intervalle pour la grippe A (H1N1) (et une troisième  pour la grippe saisonnière) pour offrir le maximum de protection. Les enfants de moins de neuf ans pouvant avoir besoin de quatre injections. « Une injection donnera probablement peu d'immunité, 10 à 20 pour cent au plus ».
En juin, la Secrétaire à la santé et aux services sociaux des États-Unis, Kathleen Sebelius, a signé un décret conférant l'immunité aux fabricants de vaccins contre la grippe H1N1, en cas de poursuite judiciaire à la suite du nouveau vaccin contre cette grippe dans le cadre du PREP Act. Le gouvernement américain a pris cette mesure afin d'encourager les fabricants à produire le vaccin.

### Logistique de la campagne de vaccination par pays

#### En France
La France a commandé 94 millions de vaccins, plus 34 millions optionnels pour 2010 auprès de trois laboratoires (Sanofi-Pasteur, GlaxoSmithKline (GSK) et Novartis). Les premiers vaccins ont été réservés aux personnes travaillant dans les secteurs de la santé, des secours et de la sécurité. 
Les centres de vaccination ont été ouverts au public le 12 novembre 2009.
Détail des quantités de vaccins commandées (volumes en doses uniques et prix unitaire hors-taxes), :
- 28 millions de doses de Panenza (6,25 euros[28]) ;
- 16 millions de doses de Focetria (9,34 euros[28]) ;
- 50 millions de doses de Pandemrix (7 euros[28]) ;
- 50 000 doses de Celvapan (10 euros par dose[28],[29], c'est le vaccin le plus cher car conditionné à l'unité, le prix intégrant le matériel d'injection).

Le montant total de la commande serait d'environ 712 millions d'euros.
La configuration du dispositif de vaccination, basé sur 1 168 centres de vaccination répartis sur toute la France, était adaptée pour vacciner 6 millions de personnes par mois, mais entre novembre 2009, début de la campagne de vaccination, et juin 2010, les centres n'ont vacciné que 4 168 021 personnes .

#### En Grèce
Le 31 juillet 2009, en Grèce, le ministre de la Santé, Dimítris Avramópoulos, a déclaré à la presse que « sur instruction du Premier ministre (Konstantínos Karamanlís), il a été décidé de vacciner tous les ressortissants et résidents du pays, sans exception ».

### Résultats de la vaccination
Le 19 novembre 2009, l'OMS conclut grâce aux rapports de 16 pays ayant mené une campagne de vaccination nationale que « toutes les données traitées à ce jour indiquent que le vaccin pandémique atteint l'excellent niveau de sécurité du vaccin de la grippe saisonnière, qui est utilisé depuis plus de 60 ans. »

### Effets indésirables

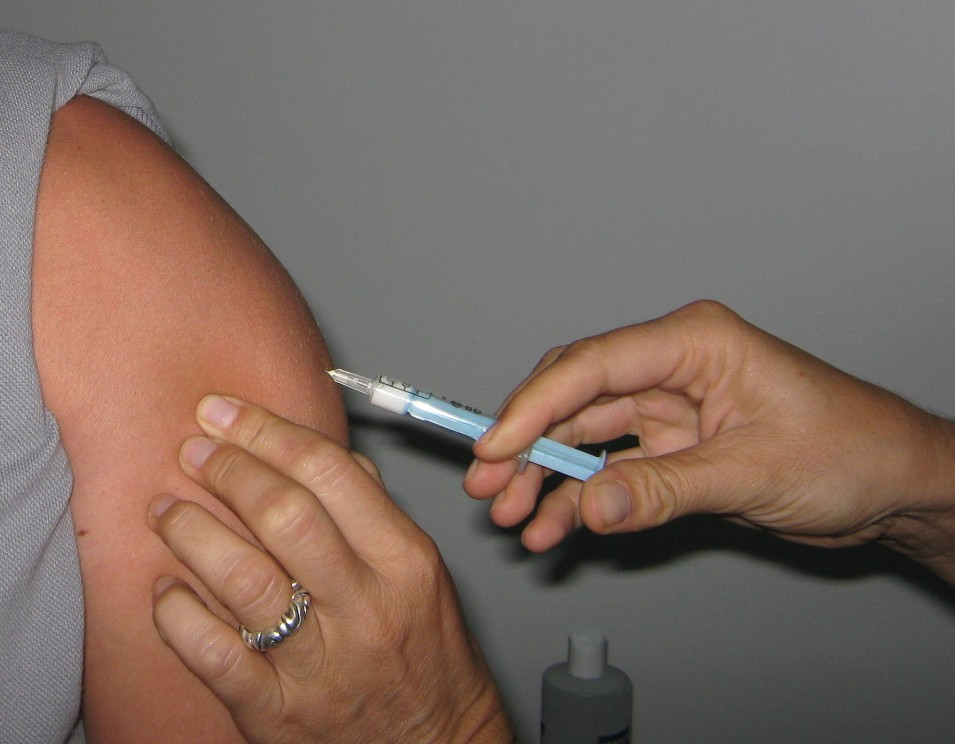
Une douleur transitoire au point d'injection est l'un des effets secondaires bénins les plus fréquents.

En France, sur les cinq millions de personnes vaccinées contre la grippe A (H1N1) au 30 décembre 2009, l'Afssaps fait état d'un total de 2 657 signalements d'effets indésirables, huit cas de mort intra-utérine et cinq cas de fausse couche, et précise « À ce jour, aucune donnée ne permet de relier ces événements à la vaccination ». Le taux moyen de notification de 5,3 par 10 000 vaccinations reste acceptable pour l’Afssaps qui ne remet pas en cause la balance bénéfice-risque des quatre vaccins grippaux Pandemrix, Panenza, Celpavan et Focetria. Sur ces 2 657 signalements d'effets indésirables, 2 390 (6,4 pour 10 000 doses) font suite à une injection de Pandemrix, le vaccin le plus utilisé en France, dont 96,5 % de cas « non-graves » ; 258 (1,8 pour 10 000 doses) font suite à la vaccination avec le Panenza (Sanofi Aventis) ; quatre cas font suite à la vaccination avec le Celpavan (Baxter), dont une observation grave.
Au Japon, sur les 15 millions de personnes vaccinées contre la grippe A (H1N1) au 31 décembre 2009, les institutions médicales auraient rapporté 1 900 cas d'effets secondaires et 104 morts, dont environ 80 % avaient 70 ans ou plus. Le ministère de la Santé a annoncé qu'il conduira une enquête épidémique pour savoir si la vaccination a pu augmenter le risque de mort pour les personnes atteintes de sérieuses maladies chroniques.

#### Douleurs
Selon Le Figaro du 20 octobre 2009 concernant les risques inhérents au vaccin contre la grippe A (H1N1) de 2009 : « Pour l'instant, les seuls à avoir été mis en évidence lors des essais thérapeutiques, sont une douleur/rougeur au point d'injection ou encore des maux de tête et un peu de fièvre transitoire. »

#### Narcolepsie
Plusieurs cas de narcolepsie ont été diagnostiqués dans les mois suivant l'injection du vaccin. En 2016, une soixantaine de cas de narcolepsie ont été totalisés en France, attribués au Pandemrix. En 2020, il y a, en France, 105 demandes d'indemnisations à l’État, pour narcolepsie.

## Polémiques

### Polémiques médicales
Les polémiques d'ordre médical à propos des vaccins contre la grippe pandémique de 2009 concernent les effets de la souche vaccinale (risque de syndrome de Guillain-Barré), des adjuvants (les effets du squalène), du conservateur (les effets du Thiomersal, contenant du mercure) voire des conditions de production (rapidité et caractère encore expérimental de la culture cellulaire). Tous ces sujets donnent lieu, notamment en France, à des interprétations plus ou moins divergentes entre les autorités sanitaires et divers éléments de la société civile (une partie du corps médical, des syndicats, des responsables politiques, etc.).
Une note du 19 novembre 2009 de l'OMS conclut néanmoins que « Bien qu'une surveillance intense de la sécurité du vaccin est maintenue, toutes les données traitées à ce jour indiquent que le vaccin pandémique atteint l'excellent niveau de sécurité du vaccin de la grippe saisonnière, qui est utilisé depuis plus de 60 ans. »

#### Les adjuvants au squalène
Les critiques[Qui ?] du vaccin avancent les éléments suivants concernant le squalène :
- Ils estiment, à partir de tests sur des animaux et de l'expérience de vaccination d'enfants, que le squalène favorise le développement de maladies auto-immunes.
- Ils estiment que le squalène est impliqué dans le syndrome de la guerre du Golfe chez des anciens combattants ayant reçu plusieurs vaccins.
- Ils estiment que ce produit utilisé massivement pour accélérer la production des vaccins a des effets très peu étudiés sur la santé.

Les défenseurs du vaccin, comme l'OMS répondent par les points suivants :
- Selon eux, le lien entre squalène et maladies auto-immunes n'aurait pas été prouvé.
- Selon eux, le syndrome de la guerre du Golfe n'est pas lié au squalène.

Plus précisément, les trois formules d'adjuvants contenant du squalène utilisés dans les vaccins contre la grippe A(H1N1) de 2009 sont :
- Le MF59C.1 de Novartis. Cet adjuvant est présent depuis 1997 dans les vaccins saisonniers de Novartis (Gripguard/Fluad). Selon Le Figaro, en septembre 2009, « Plus de 40 millions de doses de cet adjuvant à base de squalène ont été administrées dans le monde, à des groupes à risques ou avec une immunosuppression, sans aucune alerte de pharmacovigilance », assure le Dr Martin (de l'OMS en Europe)[42]. Cet adjuvant a cependant été mis en cause par certains dans le cadre du syndrome de la guerre du Golfe, un lien de causalité dénié par plusieurs autorités médicales.
- L'AS03 de GlaxoSmithKline (GSK). Des opposants[Qui ?] au vaccin estiment que « un tel adjuvant n’a jamais été utilisé auparavant dans un vaccin commercialisé à large échelle, et peut donc déclencher des réactions immunitaires excessives et augmenter la probabilité et la fréquence d’effets secondaires rares, mais graves et dangereux. » Selon Le Figaro en septembre 2009, « il a déjà été administré à 45 000 personnes »[42].
- L'AF03 de Sanofi-Aventis. C'est l'adjuvant du vaccin Humenza, pas encore autorisé en Europe à la date du 16 novembre 2009. Ce nouvel adjuvant a été « testé seulement sur quelques milliers de patients », selon Le Figaro en septembre 2009[42].

#### Le conservateur Thiomersal
Le Thiomersal est un additif conservateur à base de mercure pour les vaccins en flacons multidoses, utilisé contre le risque de contamination microbienne. Inventé en 1929, il fut très largement utilisé dans le monde médical, jusqu'à ce que la prise en compte des risques liés à la présence de mercure conduisent à conseiller son retrait (1999 aux États-Unis, 2000 en France, mais pas partout dans le monde et pas systématiquement).
Il est réintroduit pour les besoins de la vaccination de masse dans les vaccins présentés en flacons multidoses contre la grippe pandémique de 2009. Les laboratoires producteurs de ces vaccins répondent aux critiques en affirmant qu'il est présent à très faible dose.

#### Le syndrome de Guillain-Barré (SGB)
Un risque lié à la vaccination anti-grippale est la survenue du syndrome de Guillain-Barré. Ce risque n'est pas lié à un adjuvant, mais à l'inoculation de la souche grippale elle-même. En 2009, le ministre français de la Santé explique ainsi : « L’association entre la vaccination antigrippale et la survenue d’un Syndrome de Guillain-Barré a été évoquée pour la première fois en 1976 aux États-Unis, lors de la campagne de vaccination contre le virus A/New Jersey /H1N1. Il s’agissait d’un vaccin à virus entier et sans adjuvant ».
L'OMS explique également que « Des études laissent à penser que la vaccination régulière contre la grippe saisonnière pourrait être associée à une augmentation du risque de syndrome de Guillain-Barré de l'ordre d'un à deux cas par million de personnes vaccinées. Pendant la campagne de vaccination antigrippale de 1976, ce risque a augmenté pour atteindre environ dix cas par million de personnes vaccinées, ce qui a conduit à un retrait du vaccin ».
Cependant, le récent rapport de l'OMS du 19 novembre 2009 constate :
« À ce jour, moins de dix cas suspectés de syndrome de Guillain Barré ont été rapportés chez des personnes ayant reçu le vaccin. Cette valeur correspond à la fréquence normale de cette maladie d'après une étude récente ».
Ce syndrome apparaît notamment chez des malades de la grippe (4 à 7 cas pour 100 000 grippés, selon la communauté médicale en 2009) et plus rarement chez des personnes vaccinées contre la grippe (1 à 6 cas pour un million de vaccinés selon la communauté médicale en 2009).
Le ministère français de la Santé juge donc en 2009 que « Le rapprochement entre l’ensemble de ces données suggère que le risque avéré de syndrome de Guillain-Barré découlant de la grippe est très supérieur au risque incertain de survenue d’un tel syndrome du fait de la vaccination ».
Dans la grande majorité des cas, le syndrome de Guillain-Barré régresse au bout de quelques jours, mais en moyenne 5 % des patients atteints décèdent et environ 10 % conservent des séquelles motrices.
Les critiques du vaccin[Qui ?] contre la grippe A H1N1 de 2009 soulignent qu'une vaccination massive contre cette grippe augmenterait le nombre de cas de SGB.
Les défenseurs du vaccin[Qui ?] répondent par les éléments suivants :
- « Le contrôle de la qualité pour la production des vaccins antigrippaux s'est substantiellement amélioré depuis les années 1970. », explique l'OMS[44].
- Le syndrome SGB s'observe à la suite de diverses infections, dont la grippe elle-même[44]. Selon une journaliste du Figaro en octobre 2009, le syndrome de Guillain-Barré serait « aussi fréquent sinon plus en cas d'infection par le virus de la grippe », ce qui plaide dans le sens d'une vaccination[36].

#### La production
Certaines critiques concernent la rapidité de production du vaccin et la brièveté de la phase de tests cliniques.
Plus particulièrement, des questions se posent concernant la fabrication de certains vaccins (celui de Baxter), à partir de techniques nouvelles, non pas à partir d'œufs, mais de reproduction sur lignées cellulaires. Le quotidien français Le Figaro écrit en septembre 2009 : « Pour gagner du temps, l'américain Baxter a choisi de ne pas utiliser la classique culture sur œufs embryonnés et d'opter pour des cultures de cellules Vero, provenant de singes. « C'est une technologie nouvelle, qui est encore en cours de tests cliniques, mais elle n'inspire pas de crainte particulière », assure le Dr Martin (OMS Europe, NB). »

#### Confusion avec la grippe A H1N1 saisonnière
La présence d'une des souches de grippe A H1N1 dans le vaccin de la grippe saisonnière (la souche A/Brisbane/59/2007 (H1N1) pour le vaccin de 2009-2010 décidé par l'OMS en février 2009, avant l'apparition de la pandémie) a conduit à s'interroger sur l'effet du vaccin de la grippe saisonnière contre la grippe pandémique de 2009.
La grippe pandémique de 2009 est constituée d'une autre souche (A/California/07/2009 (H1N1)), différente des souches saisonnières. Le vaccin contre la grippe saisonnière ne remplace donc en aucun cas le vaccin contre la pandémie. Cependant, pour certaines catégories de la population, le vaccin de la grippe saisonnière peut réduire partiellement le risque d'infection par la grippe pandémique.

### Polémiques politiques ou sociales
Certains arguments d'opposition au plan massif de vaccination contre la grippe A H1N1 de 2009 relèvent du domaine politique, économique et social. Certains accusent l'État de mener un test vaccinal à grande échelle sur la population. En revanche, en juillet 2009, le Mercosur élargi (Argentine, Brésil, Paraguay, Uruguay, Venezuela, Bolivie et Chili) a adopté une déclaration réclamant la suspension des brevets afin de pouvoir produire les vaccins contre la grippe H1N1, considérant avoir les capacités logistiques pour le produire contrairement aux laboratoires détenteurs des brevets, et exigeant l'adoption des mesures (plus ou moins) prévues par l'ADPIC afin de « flexibiliser » les règles sur les brevets en cas de pandémie,,.

#### Accusations de test grandeur nature
Le directeur de la revue médicale allemande Arznei-Telegramm, Wolfgang Becker-Brüser, accuse la campagne de vaccination massive d'être une « expérimentation grandeur nature sur la population ».

#### Accusations d'inégalité selon le vaccin
Selon le quotidien suisse 24 heures, le vaccin distribué aux dirigeants allemands proviendra de stock dépourvus d'adjuvants (vaccin Celvapan produit par le groupe Baxter). Les citoyens ordinaires recevront quant à eux le vaccin Pandemrix de la société GlaxoSmithKline (GSK).
L'auteur de l'article termine en précisant que : « Nombre de médecins étaient déjà très réticents à l’égard d’une campagne de vaccination, « dont l’utilité reste à prouver ». Face à l’avalanche de critiques, le ministre de l’Intérieur, Wolfgang Schäuble, assurait hier[Quand ?] que l’accusation de « médecine à deux vitesses » n’avait aucun sens. La chancelière Angela Merkel confirma cette information et dit qu'elle s’en remettrait, elle, à son médecin, qui devrait lui délivrer un vaccin commun, et non le « vaccin de la chancelière », comme certains mauvais esprits ont déjà baptisé le Celvapan. »

#### Dépôts de plaintes dans le monde et en France
La possibilité alléguée d'une importante toxicité des vaccins de par leurs adjuvants ainsi que la concomitance d'autres incidents survenus en début et milieu d'année 2009 (contamination vaccinale mise en évidence par inoculation s'avérant létale chez les furets en République tchèque, décès de SDF vaccinés en Pologne en 2008 par les mêmes produits expérimentaux contenant alors le virus H5N1 (grippe dite « aviaire ») concernant les vaccins Baxter de la grippe saisonnière et H1N1 a amené plusieurs personnes à porter plainte auprès de diverses autorités et dans plusieurs pays.
La première en France fut déposée à Nice le 23 septembre 2009 auprès du procureur de la République Éric de Montgolfier par Mirella Carbonatto (association SOS Justice et Droits de l'Homme). Ceci faisait suite à deux  plaintes déposées en avril 2009 auprès du FBI puis le 10 juin 2009 en Autriche et aux États-Unis par la journaliste Jane Burgermeister qui craignait une malveillance intentionnelle et avait mis en exergue la contamination d'un important lot de matériel vaccinal (souche H3N2) par le virus grippal H5N1 que dut retirer le laboratoire Baxter qui l'avait fabriqué en Autriche. Une seconde plainte contre X pour « tentative d'empoisonnement de la population » a été déposée en Isère le 23 octobre à Grenoble. Un collectif français des déposants de plaintes dans le cadre de la vaccination de la grippe A H1N1 serait dès lors en création à travers le territoire selon L'Obs et l'AFP qui en ont fait conjointement écho les premiers.
Roselyne Bachelot est assignée en référé le 4 janvier 2010 par le médecin Marc Vercoutère et Christian Cotten au Tribunal de grande instance de Paris. La veille de l'audience, la ministre avait annoncé que très peu de pays étaient finalement intéressés pour acheter les vaccins et déclare qu'elle doit annuler l'achat de ceux qui n'ont pas encore été livrés, soit 50 millions de doses qui sont en large surplus depuis que la vaccination est considérée comme suffisante à dose unique et qui ne trouvent aucun acquéreur. Moins de 8 % des Français (environ 5 millions) se sont fait vacciner à la mi-janvier 2010, ce qui laisse encore près de 40 millions de doses toujours en surplus.
Le 6 janvier 2010, Le Canard enchaîné dévoile que la ministre, dans un courrier officiel de son ministère à deux laboratoires, aurait indiqué : « Nous sommes à votre disposition pour envisager avec vous les conséquences de cette modification du marché. ». La commission des Affaires sociales du Sénat a entendu la ministre le 12 janvier 2010 en audition publique et a demandé à la Cour des comptes de mener une enquête sur l'usage des fonds destinés à la lutte contre le H1N1.

#### Retard et lenteur de la vaccination
Après le passage de la « première vague » de contagion sur l'ensemble de la France, l'INVS estime que le nombre de personnes déjà infectées en France métropolitaine au 13 décembre 2009 pourrait être compris entre 8 et 14,8 millions, soit entre 12 % et 23 % de la population. À cette même date, 3,3 millions de personnes ont été vaccinées (depuis le 12 novembre 2009, date d'ouverture au public des centres de vaccination), soit 5 % de la population en un mois.
Au rythme respecté fin 2009, le seuil de 50 % de personnes vaccinées peut être prévu en été ou automne 2010, avec une proportion importante de personnes déjà immunisées par contact ou contraction de la maladie. Fin décembre 2009, certaines autorités médicales comme le GROG (Groupement régional d'observation de la grippe) commencent à inciter la population à se faire vacciner en prévision d'un deuxième pic qui aurait lieu « au printemps 2010 ou à l'automne prochain. Il est impossible de le prévoir aujourd'hui, mais il y aura vraisemblablement une autre vague épidémique. » Selon ces critères, elle devrait pourtant s'avérer bien moins importante que la première, la majeure partie des individus étant immunisée, plus par contact bénin avec la maladie que par le vaccin lui-même.
Fin janvier 2010, tous les centres de vaccination sont fermés « alors que des millions de Français continuent de recevoir leur bon de vaccination, avec l'adresse d'un centre » comme le souligne Le Canard enchaîné.
L'anthropologue Frédéric Keck estime que la campagne de vaccination contre le virus H1N1 est un « échec global ».

#### Coût budgétaire de la vaccination et commissions d'enquêtes
En France, le coût du plan de vaccination mis en place par la ministre de la Santé Roselyne Bachelot est estimé à un montant de 1,5 milliard d'euros en octobre 2009, dont 800 millions d'euros pour la fourniture des vaccins auprès des laboratoires GSK, Sanofi-Pasteur, Novartis et Baxter. La majeure partie doit être prise en charge par le budget de la Sécurité sociale, cependant une participation de 230 à 280 millions d'euros, fixée légalement, sera demandée aux mutuelles complémentaires. Celles-ci annoncent pour 2010 une augmentation de leurs cotisations de 1 % directement due au financement des vaccins H1N1, et de 4 % à 7 % en tenant compte de la prise en charge de dépenses dans d'autres domaines, jugés non prioritaires par l'État, et qui ne seront plus pris en charge par la Sécurité sociale.
À partir de novembre 2009, les autorités françaises essaient de revendre une partie des 27 millions de doses déjà livrées à des pays non pourvus. Les premiers acheteurs sont le Qatar (300 000 doses) et l'Égypte (2 millions de doses), la France étant par ailleurs en compétition avec l'Allemagne et les Pays-Bas pour la fourniture de vaccins à l'Ukraine qui finira par les refuser et qui ne s'entendra qu'avec la Russie pour en produire par eux-mêmes de manière à contrôler intégralement leur composition et réduire leur toxicité. Le député socialiste et médecin Jean-Marie Le Guen fustige « une politique gouvernementale hyperactive et anxiogène ».
Le 4 janvier 2010, Roselyne Bachelot annonce la résiliation de la commande de 50 millions de vaccins, sur les 94 millions de doses commandées.
Une commission d'enquête parlementaire est créée le 24 février 2010, à la suite d'une demande faite le 19 janvier par le groupe Nouveau Centre. Le président est Jean-Christophe Lagarde et le rapporteur Jean-Pierre Door. Le rapport, rendu public le 6 juillet 2010, souligne l'échec global de la campagne en France comme dans beaucoup d'autres pays, ainsi que des responsabilités multiples. Le coût total de la campagne de vaccination est évalué à 668,35 millions d’euros, dont 382,53 millions d'euros pour l'achat des vaccins  (incluant 48,3 millions d'euros de frais de résiliation), 68,3 millions d'euros de frais de personnel administratif, 48,48 millions d'euros de coût des bons de vaccination, 21,03 millions de dépenses logistiques. Sur 44,052 millions de doses livrées, le nombre de doses mises en distribution sur le territoire s’établit à 13,32 millions. On estime à 5 360 968 le nombre de personnes vaccinées et à 563 299 celui des personnes qui auraient reçu une seconde injection, soit au total moins de 6 millions de doses réellement utilisées. Le coût unitaire de la dose de vaccin peut donc être évalué à 113 euros.
Un rapport d'enquête du Sénat, présidé par François Autain, est rendu public le 29 juillet 2010. Plus critique, il met en lumière le poids des lobbys ainsi que l'acceptation par les décideurs politiques et administratifs de contrats commerciaux trop contraignants.